# Condado de Astarac

Escudo de armas de los condes de Astarac.

El condado de Astarac fue un feudo en el sur del actual departamento francés de Gers que tuvo por centro Castillon (hoy Villefranche) y más tarde Mirande. Esta última fue fundada el 1280 por Bernat III d'Astarac y se transformó el 1297 en la capital condal.

## Etimología
Astarac, en la Edad Media Asteriacum, Asteirac, es a priori, como su homónimo Estirac, un nombre basado en el nombre local Aster (Uciando Aster, Dato Aster, Sancio Aster, Atton Aster son nombres de persona documentados, los tres primeros en Bigorre, el cuarto en Lézat-sur-Lèze). La villa de Asté cerca de Beaucens, es un antiguo Aster. El lingüista Joan Corominas relaciona este nombre con la palabra vasca azterren 'raíz, fundamento'.

## Historia
En 926 García I el Curvo, Duque de Gascuña repartió sus dominios dando al tercer hijo Arnau I Nonat el territorio de Astarac con el título condal. Arnau  dividió su legado al morir en 960: Astarac para su hijo mayor Garcia, y el condado de Aure para el segundo Arnau (que no tuvo hijos, heredándole su hermana Faquilena que al casarse con Ramon Conde de Bigorra, muerto el 956, le aportó el condado). Arnau II fue padre de Odó Abad de Simorre y después obispo de Auch, de su sucesor Guillem, de Bernat Pelagós, que  recibió el condado de Pardiac. El 1511 la línea se extingue y va pasa a los Grailly hasta su extinción en 1593.

## Ubicación
Astarac limita con Armagnac al noroeste, la Rivière-Basse y Bigorre al oeste,  Magnoac al sureste, y Comminges al este. Sus principales ciudades son Mirande, Masseube, Miélan, Tournay, Pavie, Idrac-Respaillès, Castelnau-Barbarens, Berdoues, Ponsampère, Mont-d'Astarac, Miramont-d'Astarac, Laas d'Astarac, and Fontrailles.

## Lista de condes
- Arnau Nonat 926-960
- Garcia (hijo) 960-c. 1000
- Arnau II (hijo) c. 1000-1023
- Guillem I (hijo) 1023-1040
- Sanç I (hijo) 1040-1083
- Guillem II (hijo) 1083-?
- Bernat I (hermano) ?-1142
- Sanç II (Asnar Sanç) (hijo) 1142-1174 Co-Conde de Astarac
- Boemond (hermano) 1142-1174 Co-Conde de Astarac y solo 1182-1183
- Bernat II (hijo de Sanç II) 1174-1182
- Marquesa (hija de Boemond) 1183-? Co-Condesa de Astarac
- Beatriu (hermana) 1183-? Co-Condesa de Astarac
- Centul I (hijo de Beatriu) ?-1233
- Centul II (hijo) 1233-1249
- Bernat III (hermano) 1249-1291
- Centul III (hijo) 1291-1300
- Bernat IV (hijo) 1300-1324
- Bernat V (hijo) 1324-1326
- Amanieu (hermano) 1326-1331
- Joan I (hijo) 1331-1368
- Joan II (hijo) 1368-1410
- Joan III (hijo) 1410-1458
- Joan IV (hijo) 1458-1511
- Marta (hija) 1511-1569
- Gastón (esposo) 1511-1536 (Conde de Candale y Benauges)
- Carles (hijo) ?-1528
- Joan I (hermano) 1528
- Frederic (hermano) 1528-1571
- Joan II (hijo) 1571
- Enric (hermano) 1571-1572
- Margarida (hija) 1572-1593)

- Datos: Q1541613
- Multimedia: Astarac / Q1541613